# Plaça de l'Ajuntament (Igualada)
La plaça de l'Ajuntament és un conjunt arquitectònic del municipi d'Igualada (Anoia) protegit com a bé cultural d'interès local.
La zona porticada de la plaça, avui només conservada a la banda nord-oest, era originàriament molt més extensa, doncs ocupava tota la plaça. L'any 1912 foren enderrocades les voltes que feien xamfrà amb la travessia de Sant Sebastià, i l'any 1932, les que donaven al carrer de Santa Maria. El porxo presenta una uniformitat formal. Les columnes són iguals i de secció quadrangular; l'espai entre columnes és resolt amb arcs de tipus escarser. Aquesta plaça ha estat i és el centre de la vida igualadina; és l'espai clau de la ciutat, doncs està presidida per l'edifici de l'ajuntament. Envoltada tota ella per edificis de pisos amb els baixos comercials.

## Història

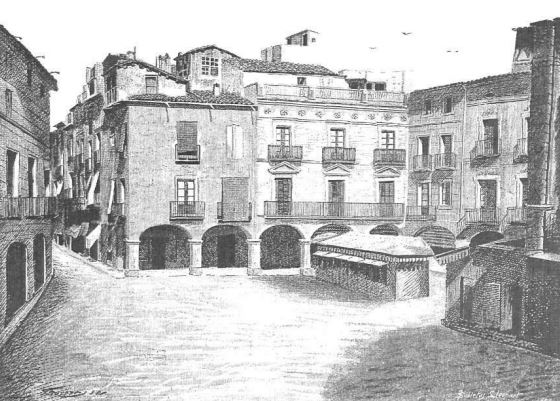
La plaça el 1893

L'espai ocupat per aquesta plaça ha sofert nombroses modificacions al llarg dels segles, i prové de la unificació en una sola plaça de dues menors, la plaça Nova -esmentada des de l'any 1337- i la plaça del Blat -de la qual existeixen testimonis des de l'any 1356-. La nova plaça, coneguda des d'aquell moment tota ella com a plaça del Blat, adoptà l'estructura irregular en forma de "T" que es va mantenir fins a l'any 1910. Va tenir una funcionalitat econòmica i mercantil igual que els carrers del voltant. Durant segles serví de mercat de la població. L'any 1910 s'enderrocà l'illa de cases per construir l'edifici conegut com la "Pajarera", de tipus modernista, per mercat cobert. Enderrocat aquest l'any 1963 es construí en el seu lloc, l'any 1976, una font lluminosa. El 1987 es va treure la font i es recuperà l'espai central de la plaça.

## Edifici al número 10

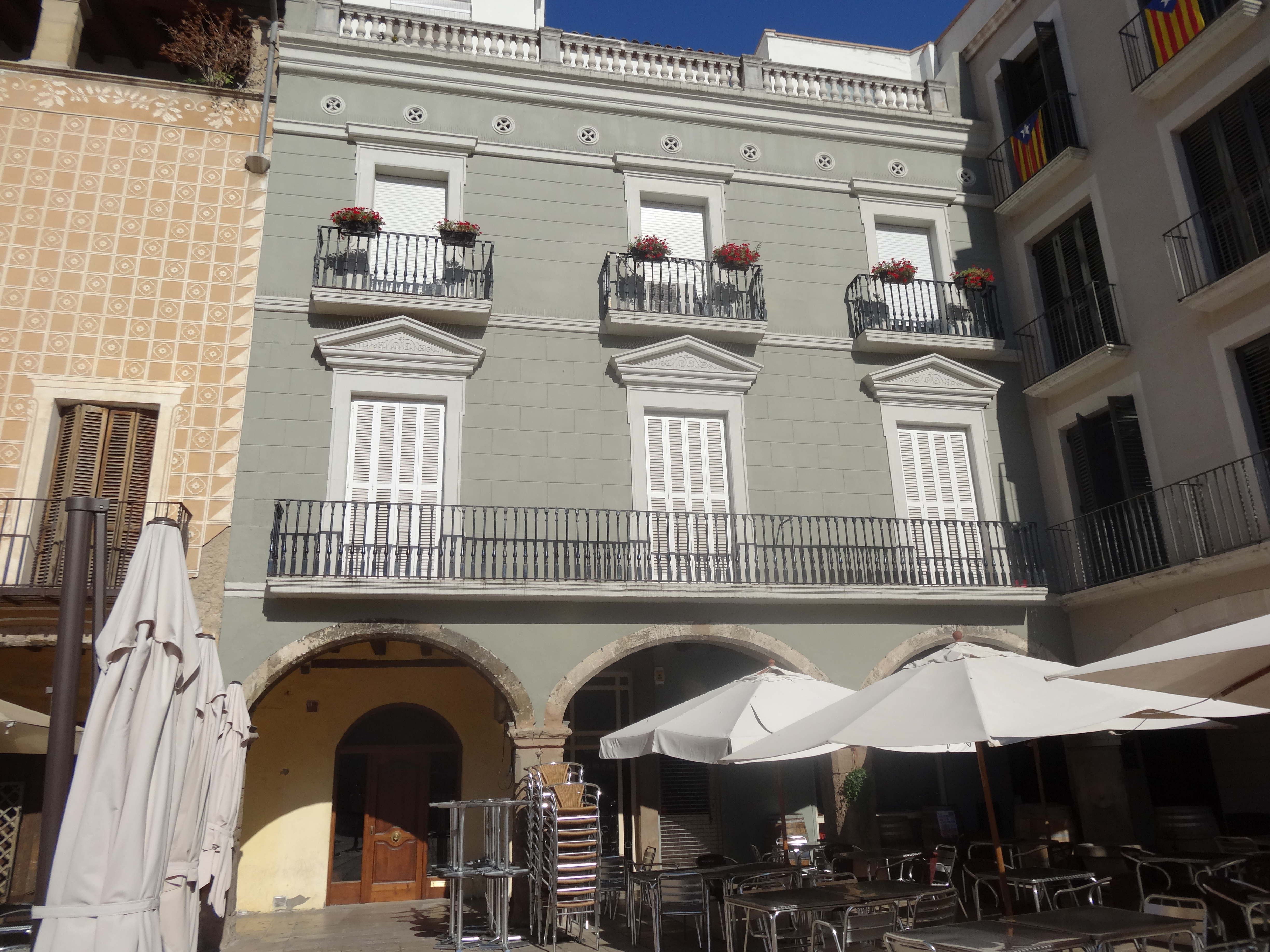
Edifici al número 10 de la plaça de l'Ajuntament

L'edifici del número 10 de la plaça forma part de l'Inventari del Patrimoni Arquitectònic de Catalunya. S'aixeca sobre una part de l'antiga porxada que envolta part de la plaça, això fa que la seva estructura vingui condicionada pels tres arcs escarsers que ocupa i sobre els quals s'aixequen els tres eixos d'obertures que la casa té. Una característica clarament neoclàssica la podem veure en els frontons triangulars del primer pis, al qual sens dubte se li dona més importància, ja que a més els seus tres balcons estan units per mitjà d'una barana, cosa que no succeeix en el segon pis que, tot sigui dit de pas, tampoc no té el mateix frontó. La barana del terrat és de terra cuita. El 1877 es va fer un arranjament d'un edifici ja existent. El promotor de l'obra va ser Albert Gabarró.

## Galeria d'imatges
- La plaça durant la Mostra d'Igualada el 2011
- Les voltes de la plaça
- La plaça, amb l'Ajuntament, des de sota les voltes